# Rudolf Schwarz
Rudolf Schwarz, CBE (Vienna, 29 aprile 1905 – Londra, 30 gennaio 1994), è stato un direttore d'orchestra austriaco con cittadinanza inglese, di origini ebraiche. Diventò cittadino britannico e trascorse la seconda metà della sua vita in Inghilterra.

## Biografia

### Primi anni
Schwarz nacque in una famiglia ebrea di Vienna e all'età di sei anni iniziò lo studio del pianoforte seguito a breve dal violino. Il padre si oppose all'ambizione del figlio di diventare un direttore d'orchestra e ricavò il denaro per le lezioni di musica ed i biglietti di galleria presso l'Opera dando lezioni di musica a sua volta. Studiò con i compositori Richard Robert, Hans Gál e Richard Strauss. All'età di 17 anni suonava la viola nell'orchestra della Wiener Staatsoper e dei Wiener Philharmoniker nel 1922, e fece il suo debutto come direttore a Düsseldorf, come assistente di George Szell nel 1924. Schwarz è stato anche direttore della corale di Rheydt.

### Direttore in Germania
Dopo l'esperienza dell'opera a Düsseldorf, Schwarz si trasferisce a Karlsruhe nel 1927 come primo direttore al Teatro di Stato, a fianco di Josef Krips e Joseph Keilberth. Là diresse tutte le opere di Wagner, tranne il Tristano e Isotta ed diresse concerti sinfonici. La legge sul pubblico impiego del 7 aprile 1933 ha portò al suo licenziamento da parte dei nazisti perché era ebreo.
Nel 1936 divenne direttore del Kulturbund Deutscher Juden (JKB) a Berlino, una organizzazione culturale ebraico-tedesca sostenuta dai Ministero Propaganda nazista di Joseph Goebbels, che permise ad artisti ebrei di esibirsi per il pubblico ebraico. Diresse inoltre a Göteborg tra il 1936 e il 1938. I nazisti lo imprigionarono dal 1939 al 1940. Quando il JKB fu sciolto nel 1941, venne deportato ad Auschwitz, ma la moglie di Wilhelm Furtwängler Zitla assicurò la sua liberazione. Fu poi mandato a Sachsenhausen e finì nel campo di concentramento di Belsen nel 1945. Mentre era ad Auschwitz aveva sofferto per una scapola rotta, che gli impedì la gestualità come direttore d'orchestra nel resto della vita. Gli effetti di questo danno sul suo stile di direzione si possono vedere in un DVD dove lui dirige il finale del Concerto per violino di Brahms con David Oistrakh nel maggio del 1958.
Non è chiaro il motivo per cui Schwarz non tentò di lasciare la Germania nel 1939. Possibili spiegazioni possono essere ricercate nella sicurezza del suo rapporto di lavoro col JKB e nella difficoltà di trovare lavoro altrove.

### Carriera in Gran Britannia
Dopo la fine della seconda guerra mondiale, Schwarz andò in Svezia per riprendersi dalla febbre tifoide e ci incontrò la sua futura seconda moglie Greta. Nel 1946 ricevette un'offerta per entrare all'Opera di Berlino come direttore, che rifiutò.
Si stava preparando per andare in America, quando nel 1947 il fratello a Londra gli mandò un annuncio per un posto nella Bournemouth. Dopo i concerti di prova, l'orchestra votò all'unanimità per la sua nomina nel 1947 a dirigere la nuova Bournemouth Municipal Orchestra riformata, nonostante le obiezioni del sindacato dei musicisti che cercarono di evitare la sua nomina, sulla base del fatto che vi erano già troppi musicisti non britannici in Paese. Egli fu fondamentale per la ricostruzione della Bournemouth Municipal Orchestra, con esecuzioni notevoli della 9ª Sinfonia di Beethoven, Il canto della Terra di Mahler con Kathleen Ferrier e Richard Lewis e la 3ª Sinfonia di Arnold Bax al Festival Hall nel 1951. Il carico di lavoro fu immenso, perché a Schwarz fu chiesto di dirigere 150 concerti nella sua prima stagione.
Schwarz ricevette gli elogi da Thomas Beecham come un "abile direttore" per il suo lavoro con l'orchestra di Bournemouth e successivamente ricoprì posizioni di direttore principale con la City of Birmingham Symphony Orchestra (1951-1957) e con la BBC Symphony Orchestra. Con la BBC SO, fu elogiato per i suoi sforzi "per raggiungere la verità della musica". Tuttavia nella stagione 1961-1962 la sua interpretazione della Sinfonia n. 9 di Mahler fu criticata dalla stampa come un "clamoroso travisamento", un andamento "di male in peggio". Oltre alla pressione della critica, Schwarz combatté con la nomina nel 1959 di William Glock come direttore della musica alla BBC. Il conflitto tra Glock e Schwarz su questioni come lo stile e il repertorio può aver contribuito all'allontanamento del direttore da parte dell'organizzazione nel 1962.
Nel 1964 Schwarz fu nominato Direttore Artistico e Direttore Principale della Royal Northern Sinfonia, dove prestò servizio fino al 1973. Schwarz tornò a Bournemouth come ospite fisso dal 1970 al 1979, e ricoprì anche incarichi come ospite a Bergen e con l'English Opera Group e la National Youth Orchestra. Nel giugno del 1973 fu nominato Commendatore dell'Ordine dell'Impero Britannico (CBE).
Rudolf Schwarz morì a Londra nel 1994, all'età di 88 anni.

## Competenza musicale
Schwarz ricevette molti elogi dai musicisti della Northern Sinfonia che avevano suonato sotto di lui: il violinista Martin Hughes disse che il suo "senso del ritmo, la struttura e il tempo erano eccezionali" ed il clarinettista George McDonald considerava che "ha fatto in modo che i membri della Sinfonia si ascoltassero - si fondessero gli uni con l'altra... il che ha contribuito a formare lo stile dell'Orchestra e ha dato loro la disciplina musicale".
L'oboista Janet Craxton elogiava il suo altruismo, mentre David Patmore ritiene che egli "può non essere stato un grande direttore d'orchestra, ma certamente era un grande musicista".
Simon Rattle riconobbe Schwarz come un'"influenza formativa" che gli insegnò "l'importanza suprema di imporre il polso sulla musica suonata". Secondo Rattle, Schwarz mai "ha dato un'interpretazione nella quale non credesse veramente".

## Registrazioni
La registrazione del 1958 di Schwarz della Sinfonia n. 5 di Mahler con la London Symphony Orchestra, originariamente per l'etichetta Everest fu molto apprezzata. Ha inoltre diretto molte registrazioni di concerti, come le Danze Slave di Dvořák (BBCSO) e le Rapsodie ungheresi di Liszt (Philharmonia). Iniziò e concluse la sua carriera discografica con l'orchestra Bournemouth: diverse ouvertures nei primi anni 1950 e un LP di ouverture di Schubert nel 1980 (tutte per la EMI). Ci sono ulteriori registrazioni di trasmissioni di Schwarz nella British Library Sound Archive.